# Believe in love
Singles de ZONE
GOOD DAYS
(2001)
Believe in love est le 1er et seul single indie du groupe ZONE sorti sous le label Knockers Records le 18 décembre 1999 au Japon. Il n'arrive pas dans le classement de l'Oricon. Contrairement aux singles suivants des ZONE, elles ne jouent pas de leurs instruments et font de la pure musique pop d'idole.
Believe in love se trouve sur la compilation E ~Complete A side Singles~.

## Liste des titres
Toutes les paroles et la musique sont composées par Norihiko Machida. Sauf pour Boku wa Magma où se sont les ZONE qui ont écrit les paroles.
| 1. | Believe in love                    | 4:33 |
| 2. | Morning Glory                      | 4:37 |
| 3. | Boku wa Magma (僕はマグマ)         | 3:56 |
| 4. | Believe in love (original karaoke) | 4:47 |